# 比伯尔恩海姆
比伯尔恩海姆是德国早莱茵兰-普法尔茨州的一个市镇。总面积6.20平方公里，总人口657人，其中男性325人，女性332人（2011年12月31日），人口密度106人/平方公里。